# Другий міст Тунлін
Другий міст Тунлін(кит.: 铜陵长江公铁大桥) - комбінований мостовий перехід, що перетинає річку Янцзи, розташовано на території міських округів Уху та Тунлін; Найдовший по параметру основного прольоту вантажно-автомобільно-залізничний міст у світі; 18-й по довжині основного прольоту вантовий місту у світі (12-й в Китаї). Є частиною швидкісної автодороги S32 Сюаньчен - Тунлін (Xuantong Expressway), швидкісних залізниць Хефей - Фучжоу та Нанкін - Уху.

## Характеристика
Міст з'єднує північний та південний береги річки Янцзи відповідно повіт Увей міського округу Уху з повітом Тунлін міського округу Тунлін.
Довжина мостового переходу - 16719 м, в тому числі міст 1290 м. Мостовий перехід представлений секцією двох'ярусного двопілонного вантового мосту над річкою Янцзи з довжиною основного прольоту 630 м, на півночі з секцією балочної конструкції, міст над руслом змінюється двома мостовими підходами (естакадами) з обох сторін. Верхній ярус вантового моста автомобільний, нижній - залізничний; мостові підходи представлені парою естакад для різного транспорту. Прогонові будівлі нижнього ярусу вантового мосту над річкою виготовлені у вигляді ґратчастих конструкцій: ферм. Додаткові прольоти мосту два по 240 м і два по 90 м. Висота основних баштових опор - 210 м. Баштові опори мають форму перевернутої букви Y.
Має 4 залізничні лінії (по дві в обидва боки і різних ліній) на нижньому ярусі для руху поїздів зі швидкістю 200 км/год (на лінії Хефей - Фучжоу) і 160 км/год (на лінії Нанкін -  Уху); 6 смуг руху (по три в обидва боки) на верхньому ярусі з допустимою швидкістю руху автотранспорту 100 км/год.
Є другим мостом через річку Янцзи на території міського округу Тунлін; першим був автомобільний міст Тунлін між містами Аньцин і Тунлін , відкритий в 1995 році. А також він другий міст через річку Янцзи на території міського округу Уху; першим був автомобільно-залізничний міст Уху, відкритий в 2000 році. Кошторисна вартість моста - в 3,7 млрд. юанів.